# Takeshi Izumi
Takeshi Izumi (jap. 泉武志 Takeshi Izumi; ur. 6 kwietnia 1989) – japoński zapaśnik walczący w stylu klasycznym.
Zajął jedenaste miejsce na mistrzostwach świata w 2017. Mistrz Azji w 2017 roku.